# Orc

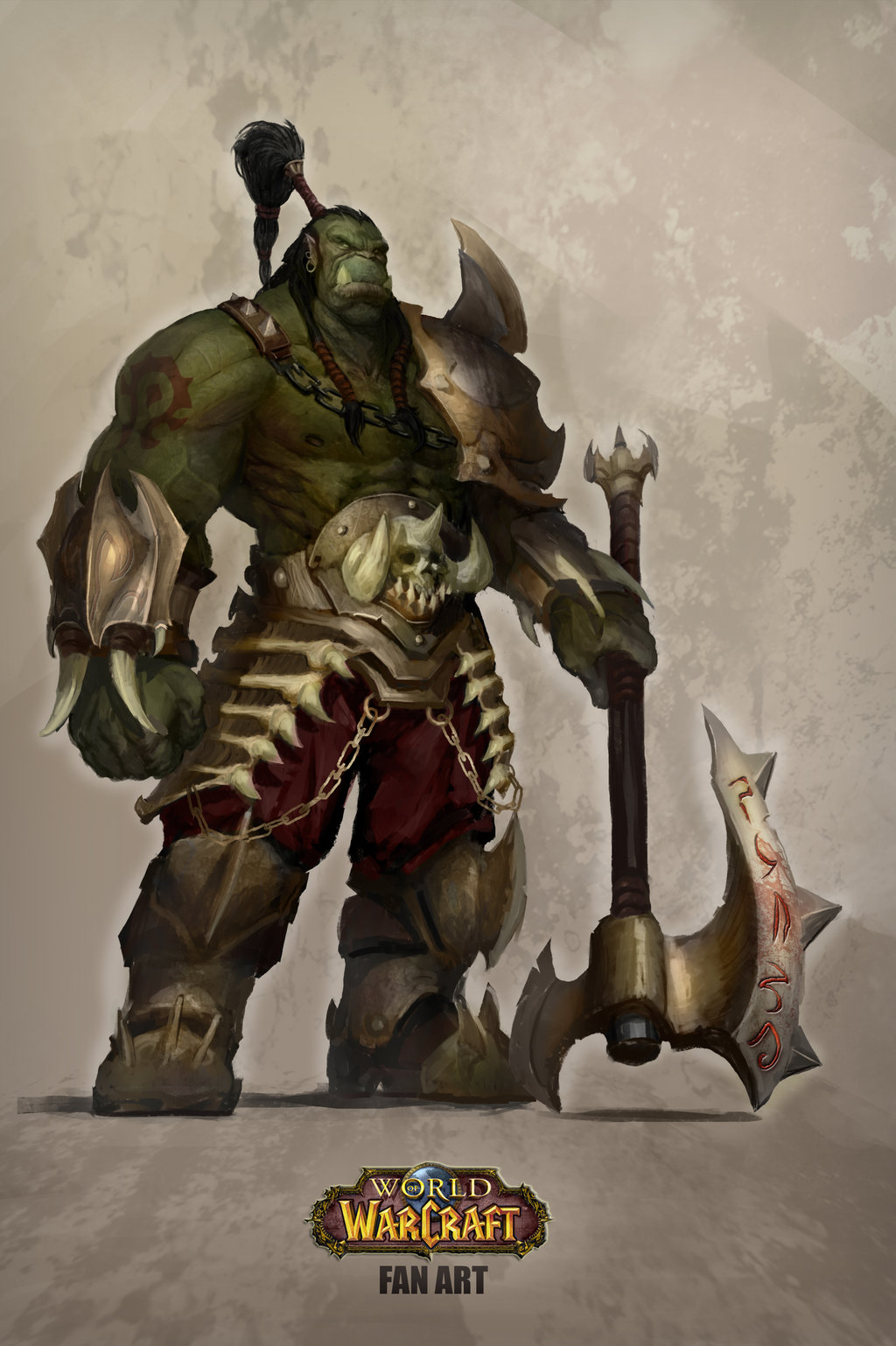
Uma arte mostrando um Orc do universo fictício World of Warcraft.

Orc, ork, orco ou orque (termo vindo do latim Orcus, um dos títulos de Plutão, o senhor do mundo dos mortos), aparece nas línguas germânicas e nos contos de fantasia medieval como uma criatura deformada e forte, que combate contra as forças "do bem". Este conceito foi popularizado nos romances de Tolkien, O Hobbit e O Senhor dos Anéis, e virou recorrente em jogos de RPG de mesa ou RPG eletrônico, como D&D, World of Warcraft, Lineage II, Tibia, Grand Chase, The Lord of the Rings Online e Ragnarok Online, no entanto, não aparecem como criaturas maléficas na franquia The Elder Scrolls ou em World of Warcraft, sendo nesses jogos, uma raça semelhante aos homens. As novas traduções brasileiras dos livros de J. R. R. Tolkien, desde 2018 feitas por Reinaldo José Lopes, passaram a usar a palavra aportuguesada "orque" ao invés da grafia anterior "orc".

## Etimologias
Seus primeiros dicionários de élfico incluíam a entrada de "Ork (orq-), monstro, ogro, demônio" na frase "orqindi ogresse". Tolkien algumas vezes também usava o plural orqui em seus primeiros escritos. No filme warcraft (2016), os Orques se juntam com os humanos para combater novos inimigos.
No Hobbit o escritor usava a palavra "goblin" ao invés de "orc" para descrever o mesmo tipo de criatura. Mais tarde Tolkien manifestaria o desejo da mudança de "orc" para "ork" no Silmarillion, mas o único local onde ela foi efetivamente feita foi no livro As Aventuras de Tom Bombadil, no poema Bombadil Goes Boating ("I'll call the orks on you: that'll send you running!"). Na versão póstuma do Silmarillion, a ortografia de "orc" foi mantida.
As explicações de Tolkien sobre as origens da palavra real são as seguintes:
- "A palavra é derivada do Antigo Inglês orc 'demônio', mas a usei só por ser adequada foneticamente" (The Letters of J.R.R. Tolkien, #144, 25 de Abril de 1954.)
- "Eu peguei originalmente a palavra do inglês antigo orc (Beowulf 112 orc-neas; orc = þyrs ('ogre'), heldeofol ('demônio do inferno'). Isso supostamente não deveria ter ligação com inglês moderno orc, ork, um nome usado em várias criaturas marinhas da ordem dos golfinhos." (Nomenclature of The Lord of the Rings)
- "A palavra usada na tradução do Quenya urko, Sindarin orch é Orc. Mas isso é pela similaridade da palavra do antigo inglês orc, "espírito mal ou fantasma" com as palavras élficas. Possivelmente não há ligação entre elas. A palavra do inglês é genericamente atribuída a ser derivada do latim Orcus." (The War of the Jewels, p. 391.). Este texto deve ser entendido no contexto em que Tolkien se apresenta como o tradutor para o inglês moderno do Livro Vermelho dos hobbits, conforme a introdução de O Senhor dos Anéis.

## Uso na vida real
Desde o começo da Guerra Russo-Ucraniana em 2014, os ucranianos usam o termo "orcs" (орки) para se referir aos russos, demonizando as forças russas e suas táticas. O uso da palavra voltou a crescer no país após militares russos invadirem a Ucrânia em 2022.